# Romain Ier Lécapène
Pour les articles homonymes, voir Lécapène et Romain.
Romain Ier Lécapène (en grec : Ρωμανός Αʹ Λακαπήνος), né vers 870 et mort le 15 juin 948, est un soldat, marin et empereur byzantin de la famille Lécapène ayant régné de 920 à 944.

## Règne
Romain Lécapène est mentionné comme stratège de l'île d'Eubée en 911.
Constantin VII, encouragé par son précepteur, fait appel à l'amiral Romain Lécapène pour éviter une probable prise du pouvoir par le général Léon Phocas, appelé par Zoé Carbonopsina, la mère de Constantin. Le jeudi 25 mars 919, jour de l'Annonciation, il se présente avec sa flotte devant le port constantinopolitain de Boukoléon. Partisan de Phocas, le magistros Stéphanos quitte le palais ; dans le même temps, un émissaire de Romain invite le patriarche Nicolas Ier Mystikos à se retirer. Romain Lécapène est alors maître de la situation.
Romain Lécapène s'impose, marie sa fille Hélène Lécapène à Constantin VII (27 avril 919), envoie Zoé au couvent et, le 17 décembre 920, se proclame lui-même basileus. Bien qu'exerçant tout le pouvoir, il respecte la personne de Constantin VII et son titre, le reconnaissant comme co-empereur, mais à la seconde place. Le 6 janvier 921, Romain Ier couronne son épouse Théodora et le 28 mai 921 son fils aîné Christophe. En février 923, Sophie, l'épouse de Christophe, est couronnée à son tour. À Noël 924, il fait proclamer ses deux autres fils co-empereurs, plaçant l'aîné, Christophe, à la deuxième place et reléguant Constantin en troisième position, de telle sorte que l'empire a désormais cinq empereurs associés.

### Paix avec les Bulgares
Pour stabiliser les frontières de l'Empire, menacées à son époque par les Bulgares dans les Balkans et par les Arabes en Anatolie, Romain préfère la négociation à la guerre.
Dès son avènement, il tente d'instaurer de bonnes relations avec le tsar bulgare Siméon Ier de Bulgarie, mais celui-ci refuse de négocier avec celui qu'il considère comme un usurpateur et les hostilités reprennent : en 922, les Bulgares parviennent au Bosphore, battant les Byzantins, puis, en 923, prennent Andrinople (Odrin en bulgare). Malgré cela, Siméon fait une offre de paix qui conduit le 9 septembre 924 à une rencontre entre les deux souverains. Un traité de paix est conclu : les Byzantins s'engagent à donner tous les ans 1 000 tuniques de soie richement brodées à la cour du tsar bulgare, en échange de quoi Siméon accepte de se retirer du territoire impérial et de restituer Andrinople et les cités grecques qu'il avait prises sur la côte occidentale de la mer Noire, entre les bouches du Danube et Constantinople.
Quelque temps après la mort de Siméon, le régent de Bulgarie Georges Soursouboul propose de renforcer l'alliance par le mariage du jeune roi Pierre avec la princesse Marie, une fille de Christophe Lécapène, mariage qui a lieu à Constantinople le 8 novembre 927. Un second traité de paix est signé, par lequel Romain Ier accepte de reconnaître au jeune souverain bulgare le titre de tsar, tandis que le patriarcat bulgare d'Ohrid devient autocéphale (indépendant de l'Église de Constantinople).
Cette paix avec les Bulgares permet à Romain de positionner ses forces face au califat abbasside et à ses alliés. Ainsi, il poursuit la politique des premiers empereurs macédoniens en Asie mineure, qui tend à contrôler systématiquement les voies d'invasions de l'Anatolie orientale : il reprend pied en Arménie, où il rappelle pour la première fois depuis Héraclius que le basileus est suzerain du roi d'Arménie, qui doit lui payer tribut. Au-delà, il profite de la dislocation du califat en États concurrents, exigeant des tributs, et s'appuyant sur les uns contre les autres.

### Paix avec les Russes
En 941, puis en 944, les Russes tentent d'envahir l'Empire byzantin. Une ambassade byzantine parvient cependant à rencontrer le prince Igor de Kiev et lui propose un traité politique et commercial. La proposition acceptée, les relations entre la Russie et Byzance demeurent calmes pendant un quart de siècle.

## Déposition
Romain, âgé, délaisse les affaires de l'État pour s'enfermer avec des moines et s'adonner à une piété accrue.
À la mort de Christophe Lécapène, Romain confirme la deuxième place de Constantin VII, écartant ses deux cadets tombés, à ses yeux, dans l'immoralité. Le 20 décembre 944, Étienne et Constantin Lécapène, craignant pour leur avenir, le déposent et l'exilent sur l'île de Proti, où il doit devenir moine. Mais à Constantinople, le peuple, resté fidèle à la dynastie macédonienne, rejette les deux Lécapène et impose Constantin VII, dont le règne effectif commence. Le 27 janvier 945, les deux Lécapène sont arrêtés, doivent à leur tour se faire moines, et sont envoyés dans des monastères d'exil différents.
Pendant ce temps, dans son monastère de Proti, Romain réunit une assemblée de 300 moines de tout l'empire et énumère tous ses péchés, demandant l'absolution pour chacun d'eux ; il demande ensuite à être fouetté par un jeune novice. Il meurt le 15 juin 948. Son corps est ramené dans la capitale et inhumé au monastère du Myrelaion.

## Famille et postérité
Ses origines sont peu connues : né vers 870, il est le fils de Théophylacte Abatistos, un fermier arménien qui devint patrice ; lui-même devient drongaire (amiral) de la flotte impériale et épouse : 
1. Maria  (morte vers 900), dont :
  - Christophe (mort en 931).
2. Théodora (morte le 20 février 922), qui lui donne :
  - Constantin (912-946).
  - Étienne (910-963).
  - Hélène (morte en 961), mariée en 919 à Constantin VII.
  - Agathe, mariée en 922 à Romain Argyre (ils sont les grands-parents de Romain III Argyre et de Pulchérie Argyre, femme de Basile Skléros et mère de Pulchérie Skléraina, la première épouse de Constantin IX).
  - Théophylacte (917-956), patriarche de Constantinople.

Romain est par ailleurs le père d'un fils illégitime :
- Basile Lécapène, devenu eunuque et « proèdre » qui gouverne l'empire jusqu'en 985 pour le compte de Basile II.